# فلوريد الكادميوم
 فلوريد الكادميوم مركب كيميائي له الصيغة CdF2، ويكون على شكل بلورات عديمة اللون.

## الخواص
- لمركب فلوريد الكادميوم انحلالية ضعيفة في الماء، لكنه ينحل بشكل جيد في حمض الهيدروفلوريك وفي باقي الأحماض المعدنية، لكنه لا ينحل في الإيثانول ولا في الأمونياك.[4]
- لبلورات فلوريد الكادميوم بنية مكعبة، وتتبع نظام الفلوريت.[4] يكون للطبقات الرقيقة من بلورات فلوريد الكادميوم خاصة ضيائية تدعى Photoluminescence ضيائية ضوئية.[5]

## التحضير
يحضر مركب فلوريد الكادميوم من تفاعل حمض الهيدروفلوريك مع كربونات الكادميوم حسب المعادلة:
CdCO3 + 2HF → CdF2 + H2O + CO2
كما يمكن أن يحضر من مزج محاليل كلوريد الكادميوم وفلوريد الأمونيوم، يلي ذلك إجراء عملية تبلور.

## الاستخدامات
- يستخدم فلوريد الكادميوم كعازل تقنية أنصاف النواقل عالية التوتر.
- يستخدم في تحضير زجاج الفلوريت.